# Dionysus (gruppo musicale)
I Dionysus sono stati una band power metal svedese/tedesca formatasi nel 1999 ad opera del batterista Ronny Milianowicz.

## Storia del gruppo
L'album di debutto dei Dionysus, Sign of Truth ("Il segno della verità"), è stato registrato agli “Studio Fulda” nel 2002; tale studio è conosciuto per la registrazione di album degli Edguy e Avantasia. L'album in questione è stato prodotto da Tobias Sammet e mixato da Tommy Newton (già responsabile del mixaggio di Keeper of the Seven Keys, Part 1 & 2 degli Helloween).
Il secondo album dei Dionysus, Anima Mundi (in latino, "L'anima del mondo"), è stato pubblicato nel 2004.
I Dionysus inoltre lavorano a stretto contatto con Joacim Cans, cantante degli Hammerfall.
Le voci di sottofondo di Legacy of Kings sono di Ronny Milianowicz, mentre Joacim ha scritto il testo di “Bringer of Salvation” e “Bringer of War”. Ronny e Joacim hanno collaborato per un certo numero di progetti, tra cui il musical “The Conspiracy”.
Il terzo album dei Dionysus, Fairytales and Reality ("Fiabe e realtà") è stato pubblicato il 23 agosto 2006.
Nel gennaio del 2007 il cofondatore, batterista e autore dei testi della band decide improvvisamente di lasciare il gruppo per altri impegni musicali, promettendo però ai Dionysus il suo totale supporto per tutte le apparizioni dal vivo del 2007.
In una dichiarazione sul loro sito web la band Dionysus annuncia
"...raggiungemmo presto la conclusione che c'erano più opportunità di rimanere in cima con un nuovo, completamente devoto batterista. La sua ricerca è stata una delle nostre priorità, e siamo andati lontano. L'annuncio del nostro nuovo, talentoso membro sarà presto dato! Possiamo già promettere un programma solido come la roccia per i tour e i festival nel 2007! Un programma per la Primavera 2007 sarà presto pubblicato!".

## Formazione attuale
- Olaf Hayer - voce
- Kaspar Dahlqvist - tastiere
- Johnny Öhlin - chitarra
- Nobby Noberg - basso

### Ex membri
- Ronny Milianowicz - batteria

## Discografia
- 2002 - Sign of Truth
- 2004 - Anima Mundi
- 2006 - Fairytales and Reality
- 2008 - Keep The Spirit